# Stenophysa marmorata
Stenophysa marmorata är en snäckart som först beskrevs av Guilding 1828.  Stenophysa marmorata ingår i släktet Stenophysa och familjen blåssnäckor. Inga underarter finns listade i Catalogue of Life.